# Iura novit curia
La locuzione latina iura novit curia (traduzione: il giudice conosce le leggi) esprime un fondamentale principio del diritto processuale moderno in virtù del quale le parti possono limitarsi ad allegare e provare i fatti costituenti il diritto affermato in giudizio, mentre la legge non deve essere provata al giudice, perché egli la conosce a prescindere da ogni attività delle parti. Per cui, il giudice ha il dovere di individuare le fonti, interpretare le disposizioni per valutare la norma applicabile e, infine, valutare che la norma sia valida cioè conforme alle norme di rango superiore. 
Il principio era sconosciuto al diritto romano, nel quale erano le parti a dover citare davanti al giudice i brani di ius o di leges sui quali fondare il proprio diritto, anche se temperato dal principio da mihi factum, dabo tibi ius.
Nel diritto medievale la preponderanza della consuetudine comporta la naturale impossibilità di ricorrere al principio: la reiterazione di comportamenti percepiti come vincolanti deve essere provata per avere forza di legge. A partire dal 1495, quando in Germania è istituito il Reichskammergericht, lo ius commune è collocato al primo posto fra le norme di diritto sostanziale, mentre gli antichi diritti locali (e consuetudinari) devono ancora essere provati.
La legge 218/95 ha esteso il principio iura novit curia anche al diritto straniero nell'ambito della disciplina del diritto internazionale privato.
Il principio è conosciuto anche nella forma "iuris novit curia", che però è un errore in lingua latina poiché "iuris" è un genitivo singolare, al posto dell'accusativo plurale "iura".
| Controllo di autorità | Thesaurus BNCF 25143 |